# Макарьевское (Нижегородская область)
Мака́рьевское — село в Ветлужском районе Нижегородской области России. Входит в состав Макарьевского сельсовета.

## География
Село находится на правом берегу реки Ветлуга.

### Часовой пояс
Село Макарьевское, как и вся Нижегородская область, находится в часовой зоне МСК (московское время). Смещение применяемого времени относительно UTC составляет +3:00.

## Население
| 1999 | 2002 | 2010 |
| ---- | ---- | ---- |
| 19   | ↘16  | ↘9   |

## Известные уроженцы
- Громов, Сергей Александрович (1925—1980) — советский военнослужащий, старший сержант. Полный кавалер ордена Славы.